# Jazanias (filho de Safã)
Jazanias (em hebraico: ya'azamuahu, lit. "Javé ouve") foi filho de Safã e aparentemente era um proeminente ancião em Jerusalém na época do Exílio da Babilônia. É o único mencionado pelo nome entre os 70 anciões de Judá a quem, numa visão, o profeta Ezequiel viu oferecendo incenso aos ídolos.